# Thygater ubirajarai
Thygater ubirajarai är en biart som beskrevs av Urban 1999. Thygater ubirajarai ingår i släktet Thygater och familjen långtungebin. Inga underarter finns listade i Catalogue of Life.